# The Next Episode
Az 1999-es The Next Episode-ban Dre mellett közreműködik Snoop Dogg és Nate Dogg. Ez a szám a bulikról és a drogról szól és Dre-ék a visszatérésükre is célozgatnak Snoop-pal. Ez az egyik legközkedveltebb szám a 2001 című albumról.
A Szám előtörténete 1992-ben kezdődik, amikor Dr. Dre és Snoop Doggy Dogg közös száma, a Nuthin' But A 'G' Thang, szövegében említik meg ezt:"just chill, 'til the next episode"(csak lazíts a következő részig).Meg is csinálták 1993-ban a Doggystyle albumon a The Next Episode  című számot, de végül is lehagyták az albumról.
A dal elsősorban David McCallum és producer David Axelrod The Edge című számát mintázza, amely eredetileg McCallum 1967-es Music: A Bit More Of Me című albumán jelent meg.

## Közreműködők
- Rap:Dr. Dre & Snoop Dogg
- Vokál:Kurupt
- Énekes Vokál:Nate Dogg
- Direktor:Paul Hunter
- Szintetizátor:Camara Kambon
- Gitár:Sean Cruse
- Basszus:Preston Crump